# La Brigade des stupéfiants
Pour plus de détails, voir Fiche technique et Distribution.
La Brigade des stupéfiants (titre original : Port of New York ) est un film américain réalisé par Laslo Benedek, sorti en 1949.

## Synopsis
Une nuit, non loin du port de New York, à bord du paquebot Florentine, la passagère Tony Cardell regarde l'un des agents de bord de l'embarcation de sauvetage quitter le navire, emportant avec lui une grande boîte. Bientôt, il est pris en charge par un bateau à moteur qui prend l’intendant avec la marchandise à bord. Quelques instants plus tard, l'intendant est poignardé et son corps est jeté à la mer tandis que et le bateau se dirige rapidement vers la côte. Le lendemain matin, Florentine est amarrée dans le port de New York, après quoi, après avoir passé la douane, Tony rencontre son petit ami Paul Vicole, qui dirige un gang de trafiquants de drogue opérant dans le port de New York. Choquée par le meurtre, Tony déclare qu'elle n'aurait jamais pris contact avec des activités de contrebande si elle savait que cela serait lié à un meurtre. Tony supplie Paul de partir avec elle, mais il refuse catégoriquement. Lorsque Tony demande à Paul de lui donner sa part qui lui est due depuis la dernière livraison, Paul déclare qu'il ne le fera qu'après les transactions avec les acheteurs. 
Pendant ce temps, dans le port, le service des douanes découvre un envoi de médicament non réclamé qui a été envoyé au laboratoire pharmaceutique afin de mener des expériences médicales. Lorsque les douaniers ouvrent les boîtes, il s’avère qu’ils n’y a que du sable. L’enquête dans cette affaire est dirigée par le responsable du ministère des Finances, John J. Meredith, qui crée un groupe de travail composé de représentants de trois agences gouvernementales: les douanes, le Bureau des drogues et les garde-côtes. L'enquête directe est confiée à l'agent des douanes Mickey Waters et à Jim Flannery, agent du Bureau de la lutte antidrogue. En même temps, dans la zone des eaux portuaires, la Garde côtière recherche le corps du steward manquant qui, à la suite des conclusions de l’enquête, pourrait remplacer la cargaison alors qu’elle se trouvait dans la soute du navire.
Les journaux publient des informations selon lesquelles l'enquête suggère d'interroger tous les passagers du paquebot dans une affaire de trafic de drogue, après quoi Tony, effrayé, appelle Jim de manière anonyme, lui proposant de lui fournir des informations sur la livraison. Après une brève conversation dans la rue, ils prennent rendez-vous à la station de Pennsylvanie pour le soir - là , où Tony devrait présenter son témoignage. Pendant ce temps, Mickey parvient à retrouver Tony après avoir découvert son nom, après quoi les agents déterminent qu’elle fait partie des passagers du paquebot. Pendant que Tony se prépare pour sa réunion du soir à la maison, Paul vient chez elle et l’étrangle. Quand Tony ne vient pas à la réunion, Jim et Mickey fouillent tous les casiers de la consigne de la gare, où ils finissent par trouver une boîte contenant plusieurs capsules contenant de l’opium pur. Les agents ont mis en place une surveillance du casier et ont vu le soir même un homme se présenter à une boîte express pour le récupérer dans une boîte, puis le déposer dans une boîte de nuit. Lorsque dans le vestiaire du club, le messager passe la boîte au comédien Dolly Carney. Jim et Mickey l’arrêtent. La danseuse Lily Long, qui doit beaucoup à Dolly et entretient des relations amicales avec lui, implore le propriétaire du club, Joe Leon d'aider Dolly, après quoi Joe donne à Lily le numéro de téléphone que Dolly lui a déjà donné en cas d’urgence. 
Par téléphone, Lily contacte Leo Stasser, le bras droit de Paul, qui livre la danseuse à bord du yacht de Paul. Lily raconte ce qui s'est passé à Paul, implorant de sauver Dolly, et Paul demande à Stasser de verser une caution au comédien. Au cours de l'interrogatoire, Dolly, victime de drogue, a donné aux agents le nom de Stasser et l'adresse de l'entrepôt portuaire qui lui appartenait. Il signale également que le principal lot de stupéfiants se trouve sur le yacht du patron de l’organisation, dont il ignore le nom. Sous la couverture, Mickey trouve un travail à l'entrepôt Stasser, où il trouve un laboratoire clandestin d'héroïne... La nuit, Mickey et Jim pénètrent secrètement dans le bureau de Stasser, où ils trouvent une lettre d'un acheteur de la côte ouest , qui a envoyé un certain Wiley pour un nouveau lot de marchandises. Cependant, à ce moment-là, les hommes de Stasser apparaissent sur le quai, saisissant Mickey, après quoi Stasser le tue avec un pistolet devant Jim, qui a réussi à s'échapper. Dolly est libéré sous caution et à son retour dans son appartement, Stasser et son assistant Lenny le tuent.
Pendant ce temps, des agents du Trésor traquent Wiley, qui est parti de San Francisco, et le capturent lors d’une escale à Chicago . Prenant possession de ses documents et photographies, qui devraient servir de mot de passe, les agents les reprennent pour Jim, qui arrive à New York sous le nom de Wiley. Il est conduit à Stasser, où Jim voit une cargaison de marchandises volées sur le paquebot Florentine. Cependant, Jim refuse de transférer à Stasser l'argent prétendument détenu par son homme en attente d'un appel. En outre, Jim insiste sur le fait qu’il transférera de l’argent uniquement au chef de Strasser. Après avoir convenu avec Paul, Stasser accepte de se rencontrer sur le yacht et appelle sur le téléphone spécifié par Jim. À l'autre bout du fil, l'appel est reçu par l'agent du service anti-drogue, qui donne le signal de commencer l'opération pour capturer les chefs de gangs. Cependant, lorsque Jim est amené sur le yacht de Paul, Lily est soudainement présente et, lorsqu'ils se rencontrent, Paul s'aperçoit qu'ils se connaissent bien. Identifiant rapidement les incohérences dans leur témoignage, Paul décide d'annuler la réunion au port avec le courrier Jim et demande au capitaine de se rendre immédiatement en haute mer. Pendant ce temps, lorsque les agents voient que le yacht sur lequel le rendez-vous est prévu n’est pas à la place désignée, la Garde côtière intervient. Pendant ce temps, Lily, voyant la bague de Dolly au doigt de Lenny, l'accuse d'avoir tué son ami, puis accuse Jim avec émotion, affirmant qu'il a arrêté Dolly. À ce moment sur le yacht, la bande remarque les signaux du navire en approche de la Garde côtière. 
Paul ordonne de se débarrasser de Lily et de s'occuper de Jim. Il se retire rapidement pour jeter par-dessus bord les drogues stockées sur le yacht. Cependant, Jim réussit à s'emparer du revolver de Stasser et s'engage dans une lutte acharnée avec plusieurs bandits. Jim blesse l'un des gangsters, mais Paul arrive à temps et tire sur lui, lui blessant à l'épaule. À ce stade, les officiers de la Garde côtière montent à bord du yacht et arrêtent Paul, ce qui conduit à la défaite d'un gang de passeurs.

## Fiche technique
- Titre original : Port of New York
- Titre français : La Brigade des stupéfiants
- Réalisation : Laslo Benedek
- Assistant réalisateur : Ridgeway Callow
- Scénario : Eugene Ling (screenplay) et Leo Townsend (dialogue additionnel)
- Histoire : Arthur A. Ross et Bert Murray
- Photographie : George E. Diskant
- Montage : Norman Colbert
- Montage de scènes brèves : John I. Hoffmann
- Musique : Sol Kaplan
- Directeur musical : Irving Friedman
- Direction artistique : Edward L. Ilou
- Décors : Armor Marlowe
- Son : Leon S. Becker (directeur du son), Hugh McDowell Jr. (RCA Sound System)
- Maquillage : Ern Westmore
- Coiffeuse : Edith Westmore
- Maquilleuse : Ern Westmore
- Effets spéciaux photographiques : Roy W. Seawright
- Producteur : Aubrey Schenck
- Producteur associé : James T. Vaughn
- Société(s) de production : Contemporary Productions Inc., Samba Films
- Société(s) de distribution : Eagle-Lion Films (États-Unis), Gamma-Jeannic Films (France), Bach Films (DVD, France)
- Pays d’origine :  États-Unis
- Année : 1949
- Langue originale : anglais
- Format : noir et blanc – 35 mm – 1,37:1 – mono (RCA Sound System)
- Genre : Film dramatique, Thriller, film noir
- Durée : 82 minutes
- Copyright 1949 by Contemporary Pictures
- Dates de sortie :
  - États-Unis : 28 novembre 1949
  - France : 25 avril 1951

## Distribution
- Scott Brady : Michael 'Mickey' Waters, un inspecteur du service des douanes
- Richard Rober : Jim Flannery, un inspecteur du bureau des narcotiques, qui mène l'enquête avec lui
- K. T. Stevens : Toni Cardell, la maîtresse et complice de Vicola, qui ne supporte plus sa violence
- Yul Brynner : Paul Vicola, le grand chef d'une bande de trafiquants de drogues
- Arthur Blake : Dolly Carney, un imitateur de cabaret en cheville avec Stasser
- Lynne Carter : Lili Long, une danseuse de cabaret, sa maîtresse
- John Kellogg : Lenny, un homme de main de Vicola
- William Challee : Leo Stasser, un trafiquant de drogue, l'associé de Dolly et de Vicola

Acteurs non crédités :
- Neville Brand : Ike, un homme de main de Stasser et Vicola
- Barry Brooks : l'homme du gouvernement
- Harry Brown : le chef de la gare de Penn Station
- Stephen Chase : le lieutenant de police Ed Devers
- Steve Crandall : l'employé aux fournitures
- Frank Fenton : G.W. Wyley, un contact de Vicola
- Fred Graham : le gardien du chantier naval
- Raymond Greenleaf : John J. Meredith, le chef des opérations du bureau des narcotiques
- Chuck Hamilton : un agent de police
- Patricia Hawkins : la femme policier chez Toni
- Joe Mantell : un messager
- Jean McBride : la secrétaire de Flannery
- Mickey McCardle : un agent artistique
- James Nolan : Charles Lindsay
- Tudor Owen : le concierge de la résidence
- Alexander Pope : le videur du club
- Gordon Richards : le commissaire du bord

## À noter
- Le film a été tourné en extérieurs à New York dans lieux suivants : aéroport de La Guardia, Canal Street Elevated Train Station, Quais de Canal Street East River, Chester Apartment Hotel, Pannsylvania Station, Brooklyn Pier, Bureau of Customs.
- Chaque apparition de Yul Brynner est précédée d'une musique spécifique qui en fait est un thème de Dmitri Chostakovitch[1]
- Il s'agit d'un des rares rôles non chauves de Yul Brynner.

### Article annexe
- Psychotrope au cinéma et à la télévision